# Freddy Cricien
Freddy Cricien (4 de novembre de 1976), conegut com a Freddy Madball, és el líder i vocalista del grup novaiorquès de hardcore punk Madball. També forma part de Hazen Street, projecte hardcore punk en el qual participa amb altres coneguts membres de l'escena, entre ells, Toby Morse d'H2O.

## Trajectòria

### Inicis en l'escena i formació de Madball
Fill de pare colombià i mare cubana, Cricien és el germà petit de Roger Miret, vocalista d'Agnostic Front, grup al qual s'atribueix l'honor d'haver estat el primer a fer gala de l'estil hardcore provinent de Nova York. Freddy participava freqüentment en les concerts de la banda del seu germà, fins que el 1988 decideix formar un grup, Madball, on faria de vocalista i en la formació inicial del qual participava el seu germà Roger al baix, al costat d'altres dos membres d'Agnostic Front, Vinnie Stigma a la guitarra i Will Shepler a la bateria. La banda publicà l'any següent l'EP Ball of Destruction amb temes de Freddy i versions d'Agnostic Front.
El 1992 llança el seu segon EP, titulat Droppin' Many Suckers amb el baixista Hoya Roc, el membre més estable del grup després de Freddy, el seu fundador. Amb Madball, banda que segueix en actiu, Cricien suma un total de 13 discos entre àlbums d'estudi i EP.

### Com a solista
L'any 2010 va publicar el seu primer disc de rap en solitari, Catholic Guilt. És un àlbum compost per 13 temes, en els quals hi participen MC coneguts en l'escena hip-hop nord-americana com Vinnie Paz i Slaine.